# Universul lor
Universul lor este un film românesc din 1974 regizat de Jean Petrovici.